# Берк, Билли (актриса)
Мэри Уильям Этельберет Аплтон («Билли») Бёрк (англ. Mary William Ethelbert Appleton "Billie" Burke, 7 августа 1884 — 14 мая 1970) — американская актриса, номинантка на премию «Оскар» в 1938 году, известная по роли Доброй волшебницы Севера в музыкальном фильме «Волшебник страны Оз» (1939).

## Биография

### Юные годы
Мэри Уильям Этельберт Эппелтон Бёрк (англ. Mary William Etelbert Eppelton Berk), ставшая известной как просто Билли Бёрк, родилась в Вашингтоне 7 августа 1884 года в семье циркача Билли Бёрка. Её семья много путешествовала по США и Европе и в конце концов осела в Лондоне. Желание стать актрисой появилась у юной Билли после посещения лондонского Вест-Энда.
С 1903 года она стала играть на театральных сценах Лондона, а вскоре после этого вернулась в США, где за очень короткое время стала успешной актрисой в бродвейских комедиях. Она также получила похвалу в «The New York Times» за своё обаяние и яркий образ.

### Карьера
На Бродвее Бёрк познакомилась и со своим будущим мужем, знаменитым конферансье Флорензом Зигфелдом, за которого вышла замуж в 1914 году. В 1916 году она родила дочь, Патришу Зигфелд Стефенсон, и в том же году дебютировала в кино. Театральная сцена всё же манила её больше экрана, потому что там она могла свободно говорить, чего не могло позволить себе в немом кино. Но после Биржевого краха 1929 года ей пришлось по новому посмотреть на роли в кино, из-за того, что заработать на них можно было больше.
В 1932 году Билли Бёрк вновь появилась в Голливуде в фильме Джорджа Кьюркора «Билль о разводе», где исполнила роль Мэг Фейрфилд, мать героини Кэтрин Хепбёрн, для которой этот фильм стал дебютным. Во время съёмок в этом фильме у Билли Бёрк умер муж, Флоренз Зигфелд, но несмотря на личную трагедию она продолжила съёмки сразу после похорон.
Спустя год актриса появилась ещё в одном фильме Кьюкора «Обед в восемь», где также снимались Джон Берримор, Джин Харлоу и Мэри Дресслер. Фильм стал очень успешным и принёс Билли большую популярность. В 1938 году она сыграла Эмили Килборн в фильме «Весело мы живём», за роль которой она была номинирована на «Оскар».
В 1936 году «MGM» выпустило биографический фильм о её муже, который назывался «Великий Зигфелд», получивший сразу два «Оскара». В картине присутствовал персонаж Билли Бёрк, которую сыграла актриса Мирна Лой. В 1938 году, в возрасте 53 лет, Билли Бёрк сыграла одну из самых своих известных ролей, Глинду, Добрую волшебницу Севера, в легендарном фильме Виктора Флеминга «Волшебник страны Оз». Другими известными её ролями стали Дорис Дунстан в фильмах «Отец невесты» (1950) и «Маленький дивиденд отца» (1951).
С 1943 по 1946 год Бёрк была ведущей собственного шоу на радио «CBS». Её ситком «Шоу Билли Бёрк» выходил в эфир каждое субботнее утро.

### Поздняя жизнь
В 1950-е годы актриса появилась в паре телесериалов, а в конце десятилетия, будучи уже пожилой женщиной с плохой памятью, прекратила сниматься совсем, так как новые роли ей стали даваться с трудом.
Бёрк является автором двух своих автобиографий: «With a Feather on My Nose» (1949) и «With Powder on My Nose» (1959). Актриса также стала вдохновением для создания образа феи Фауны в мультфильме компании «Walt Disney» «Спящая красавица» (1959).
Билли не стало 14 мая 1970 года. Она скончалась будучи в лёгком помешательстве из-за болезни Альцгеймера в Лос-Анджелесе на 86 году жизни. Её похоронили на кладбище Кенсико в нью-йоркском округе Уэстчестер.
Её вклад в кинематограф США отмечен звездой на Голливудской аллее славы.

## Избранная фильмография
| Год  |   | Русское название                | Оригинальное название      | Роль                             |
| ---- | - | ------------------------------- | -------------------------- | -------------------------------- |
| 1932 | ф | Билль о разводе                 | A Bill of Divorcement      | Мэг Фэирфилд                     |
| 1933 | ф | Обед в восемь                   | Dinner at Eight            | Миллисент Джордан                |
| 1935 | ф | Бекки Шарп                      | Becky Sharp                | Берикрес                         |
| 1938 | ф | Весело мы живём                 | Merrily We Live            | Эмили Килборн                    |
| 1938 | ф | Топпер                          | Topper                     | Клара Топпер                     |
| 1939 | ф | Волшебник страны Оз             | The Wizard Of Oz           | Глинда, Добрая волшебница Севера |
| 1941 | ф | Топпер возвращается             | Topper Returns             | Клара Топпер                     |
| 1942 | ф | Человек, который пришёл к обеду | The Man Who Came to Dinner | миссис Эрнест Стэнли             |
| 1942 | ф | В этом наша жизнь               | In This Our Life           | Лавиния Тимберлейк               |
| 1949 | ф | Парочка Баркли с Бродвея        | The Barkleys of Broadway   | Миссис Ливингстон Белни          |
| 1950 | ф | Отец невесты                    | Father of the Bride        | Дорис Дунстан                    |
| 1951 | ф | Маленький дивиденд отца         | Father's Little Dividend   | Дорис Дунстан                    |
| 1953 | ф | Девушка из захолустья           | Small Town Girl            | Миссис Ливингстон                |
| 1959 | ф | Молодые филадельфийцы           | The Young Philadelphians   | Миссис Джей. Артур Аллен         |
| 1960 | ф | Сержант Ратледж                 | Sergeant Rutledge          | миссис Корделия Фосгейт          |